# Еканье
Е́канье (точнее — э́канье) — наименование системы вокализма предударных слогов некоторых говоров русского языка, при которой в первом предударном слоге гласные, соответствующие ударным гласным неверхнего подъёма [e], [o], [a] совпадают в звуке [e] или подобных ему, но не совпадающих с [и] звуках [еи], [ие], если находятся в позиции после мягкого согласного (лес, лêс — [л’еса́]; нёс — [н’есу́]; пять — [п’ета́к] при лис — [л’иса́]). Иногда считается разновидностью яканья.
Еканье характерно для многих среднерусских и ряда севернорусских говоров. В XIX веке было основной произносительной нормой русского литературного языка, однако начиная с конца века вытеснялось иканьем и в настоящее время почти вытеснено им, однако всё ещё является орфоэпической нормой. Еканье — одна из черт старого петербургского произношения, однако оно постепенно исчезает из речи петербуржцев.

## Разновидности еканья
Существуют следующие разновидности еканья:
- сильное — в позиции перед мягким согласным, как и перед твёрдым, в первом предударном слоге произносится [e] ([н’ес’и́]);
- умеренное — перед мягким согласным произносится [и] ([н’ис’и́]).

Ещё одна разновидность имеет место в говорах, где в позиции между мягкими согласными на месте фонемы <ѣ> (представленной под ударением, в зависимости от говора, дифтонгом [и‿е] или звуком [ê]) произносится [и], в то время как в прочих первых предударных слогах после мягких согласных представлен звук [e].